# Acos
A.C.O.S., Malmöband grundat 2000. Består av trummis Jens Svensson, gitarrist Sigge Eriksson, basist Carl-Christian Tuvesson, samt sångare Mårten Holst. Bandet spelar en blandning av new-wave pop och garage rock. Skrev på för skivbolaget supernova music 2006.

## Diskografi
- Set Up (singel 2006)